# William McKinley
William McKinley (29. ledna 1843 Niles – 14. září 1901 Buffalo) byl 25. prezident Spojených států a 39. guvernér státu Ohio.
Prezidentem se stal v roce 1897 poté, co ve volbách porazil demokrata Williama Jenningse Bryana. Byl zastáncem tzv. zlatého standardu (angl. gold standard) a věřil, že zvýšení cel zachrání slabou ekonomiku.
Během jeho prvního funkčního období započala španělsko-americká válka. Výsledkem války byla anexe Filipín, ostrova Guam a Portorika Spojenými státy.
Půl roku po svém znovuzvolení byl McKinley v roce 1901 zavražděn anarchistou Leonem Czolgoszem a v úřadu jej nahradil jeho viceprezident Theodore Roosevelt. Jako Mount McKinley po něm byla pojmenována nejvyšší hora Spojených států, v jazyce původních obyvatel známá jako Denali. Jako první z amerických prezidentů používal k volebním účelům telefon.

## Životopis
William McKinley se narodil 29. ledna 1843 ve městě Niles v Ohiu. Jeho otcem byl místní podnikatel, výrobce oceli William McKinley. V rodině Wiliama a Nancy Allison McKinleyových se Wiliam jr. narodil jako předposlední z osmi dětí. V osmnácti letech William narukoval do armády a zúčastnil se občanské války mezi státy Unie a Konfederace. Velitelem jeho pluku byl Rutherford B. Hayes, pozdější 19. prezident Spojených států.
V armádě byl William postupně povyšován až do hodnosti majora. Po skončení války vystudoval práva a v roce 1867 si ve městě Cantonu v Ohiu otevřel advokátní kancelář. Od téhož roku se začal angažovat v politice v rámci Republikánské strany. Podpořil Rutherforda B. Hayese ve volbách guvernéra státu Ohio a v roce 1868 podporoval kanditaturu Ulyssese S. Granta na post prezidenta USA.

## McKinleyova vláda

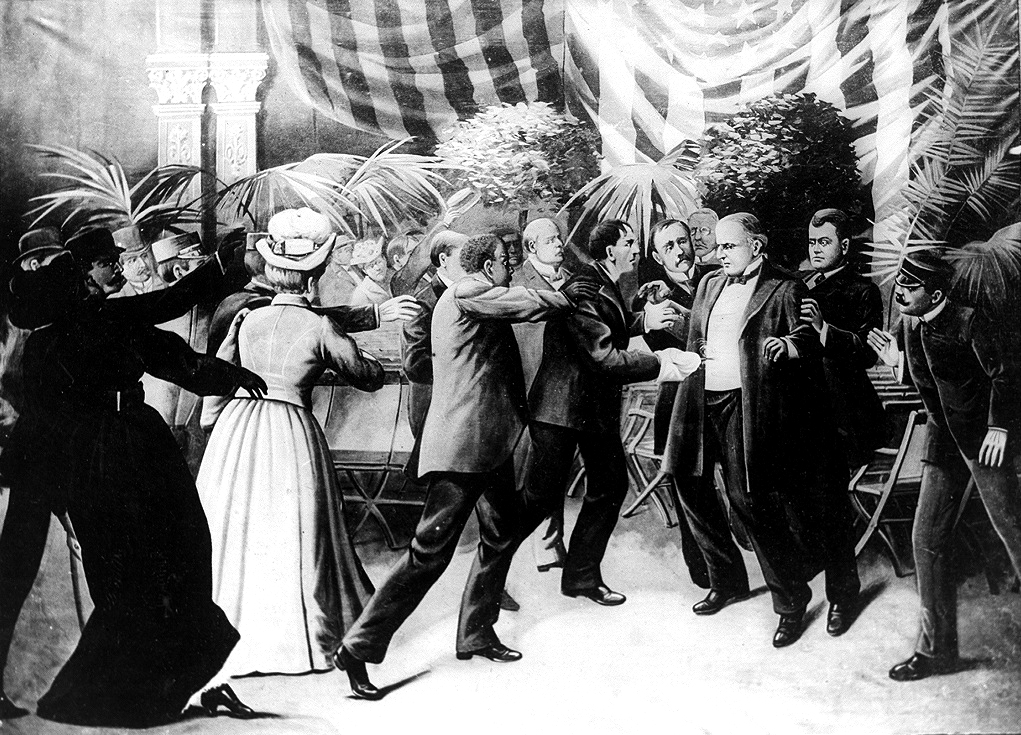
Atentát na prezidenta McKinleye

## Donald Trump a William McKinley
K odkazu Williama McKinleye se přihlásil prezident Donald Trump ve svém inauguračním projevu, který přednesl 20. ledna 2025 v rotundě washingtonského Kapitolu za účasti členů svého kabinetu, představitelů veřejného života, svých příznivců a v neposlední řadě i předních byznysmenů, zejména představitelů digitálního byznysu, jako jsou Mark Zuckerberg, Jeff Bezos, Tim Cook, Sundar Pichai a Elon Musk. Během éry Williama McKinleye, který kladl důraz na ochranu amerických firem pomocí cel a na získávání nových území pro Spojené státy, došlo v USA v závěru 19. století k výrazné koncentraci bohatství v rukou nejvlivnějších podnikatelů, zatímco běžné obyvatelstvo spíše chudlo a zůstalo v nejistotě.

## Obraz v kultuře
- President McKinley Inauguration Footage, společný název pro dva krátké filmy, natočené 4. března 1901 během druhé inaugurace Williama McKinleyho.